# Antigua en Barbuda op de Olympische Zomerspelen 1988
Antigua en Barbuda nam deel aan de Olympische Zomerspelen 1988 in Seoul, Zuid-Korea. Het was de derde deelname van de eilandengroep.

## Deelnemers en resultaten per onderdeel

### Atletiek
| Olympiër                                                    | Discipline      | Resultaat | Prestatie                                        |
| ----------------------------------------------------------- | --------------- | --------- | ------------------------------------------------ |
| St. Clair Soleyne                                           | 100m (m)        | 90e       | serie 8: 8e in 11,17                             |
| Howard Lindsay                                              | 200m (m)        | 65e       | serie 10: 7e in 22,60                            |
| Alfred Browne                                               | 400m (m)        | 61e       | serie 8: 8e in 48,92                             |
| Dale Jones                                                  | 800m (m)        | 41e       | serie 9: 5e in 1.49,31                           |
| Dale Jones                                                  | 1500m (m)       | 42e       | serie 4: 8e in 3.51,22                           |
| Oral Selkridge                                              | 400m horden (m) | 33e       | serie 3: 8e in 53,44                             |
| St. Clair Soleyne Alfred Browne Howard Lindsay Larry Miller | 4x100 m (m)     | 20e       | serie 3: 6e in 41,18                             |
| Howard Lindsay Alfred Browne Oral Selkridge Larry Miller    | 4x400 m (m)     | 21e       | serie 2: 6e in 3.11,04                           |
| James Browne                                                | verspringen (m) | 17e       | kwalificatie A: 8e met 7,67m                     |
|                                                             |                 |           |                                                  |
| Jocelyn Joseph                                              | 200m (v)        | 27e       | serie 3: 4de in 23,57 kwartfinale 3: 7e in 23,59 |
| Barbara Selkridge                                           | 400m (v)        | 37e       | serie 6: 7e in 55,96                             |
| Laverne Bryan                                               | 800m (v)        | 29e       | serie 3: 7e in 2.12,18                           |
| Laverne Bryan                                               | 1500m (v)       | 26e       | serie 2: 13e in 4.39,73                          |

### Boksen
| Olympiër       | Discipline | Resultaat | Prestatie                                                         |
| -------------- | ---------- | --------- | ----------------------------------------------------------------- |
| Lionel Francis | -54kg (m)  | 33e       | 1e ronde: V van ZIM Dube: knock-out                               |
| Daryl Joseph   | -67kg (m)  | 17e       | 1e ronde: vrij 2e ronde: V van NIG Adgebusi: technische knock-out |

### Wielersport
| Olympiër         | Discipline        | Resultaat | Prestatie            |
| ---------------- | ----------------- | --------- | -------------------- |
| Nigel Neil Lloyd | 1000m tijdrit (m) | 30e       | 1.18,324             |
| Ira Fabian       | sprint (m)        | 25e       | kwalificatie: 12,817 |
| Nigel Neil Lloyd | omnium (m)        | DNF       | niet gefinisht       |

### Zeilen
| Olympiër   | Discipline         | Resultaat | Prestatie                              |
| ---------- | ------------------ | --------- | -------------------------------------- |
| Eli Fuller | lechner divisie II | 31e       | 228 punten (YMP-30-36-36-opgave-34-24) |

Afghanistan · Algerije · Amerikaanse Maagdeneilanden · Amerikaans-Samoa · Andorra · Angola · Antigua en Barbuda · Argentinië · Aruba · Australië · Bahama’s · Bahrein · Bangladesh · Barbados · België · Belize · Benin · Bermuda · Bhutan · Birma · Bolivia · Bondsrepubliek Duitsland · Botswana · Brazilië · Britse Maagdeneilanden · Brunei · Bulgarije · Burkina Faso · Canada · Centraal-Afrikaanse Republiek · Chili · China · Chinees Taipei · Colombia · Congo-Brazzaville · Cookeilanden · Costa Rica · Cyprus · Denemarken · Djibouti · Dominicaanse Republiek · Duitse Democratische Republiek · Ecuador · Egypte · El Salvador · Equatoriaal-Guinea · Fiji · Filipijnen · Finland · Frankrijk · Gabon · Gambia · Ghana · Grenada · Griekenland · Groot-Brittannië · Guam · Guatemala · Guinee · Guyana · Haïti · Honduras · Hongarije · Hongkong · Ierland · IJsland · India · Indonesië · Irak · Iran · Israël · Italië · Ivoorkust · Jamaica · Japan · Joegoslavië · Jordanië · Kaaimaneilanden · Kameroen · Kenia · Koeweit · Laos · Lesotho · Libanon · Liberia · Libië · Liechtenstein · Luxemburg · Malawi · Malediven · Maleisië · Mali · Malta · Marokko · Mauritanië · Mauritius · Mexico · Monaco · Mongolië · Mozambique · Nederland · Nederlandse Antillen · Nepal · Nieuw-Zeeland · Niger · Nigeria · Noord-Jemen · Noorwegen · Oeganda · Oman · Oostenrijk · Pakistan · Panama · Papoea-Nieuw-Guinea · Paraguay · Peru · Polen · Portugal · Puerto Rico · Qatar · Roemenië · Rwanda · Saint Vincent en de Grenadines · Salomonseilanden · Samoa · San Marino · Saoedi-Arabië · Senegal · Sierra Leone · Singapore · Soedan · Somalië · Sovjet-Unie · Spanje · Sri Lanka · Suriname · Swaziland · Syrië · Tanzania · Thailand · Togo · Tonga · Trinidad en Tobago · Tsjaad · Tsjecho-Slowakije · Tunesië · Turkije · Uruguay · Vanuatu · Venezuela · Verenigde Arabische Emiraten · Verenigde Staten · Vietnam · Zaïre · Zambia · Zimbabwe · Zuid-Jemen · Zuid-Korea · Zweden · Zwitserland